# Pristaulacus leviceps
Pristaulacus leviceps är en stekelart som först beskrevs av Jean-Jacques Kieffer 1911.  Pristaulacus leviceps ingår i släktet Pristaulacus och familjen vedlarvsteklar. Inga underarter finns listade i Catalogue of Life.